# Fall Out (Lied)
Fall Out ist ein Song der englischen New-Wave-Rockband The Police. Es wurde als ihre erste Single im Mai 1977 mit Nothing Achieving auf der B-Seite veröffentlicht. Es wurde 1979 wiederveröffentlicht. Als Song, der auf keinem Album erschienen ist, ist er auf einer Reihe von Kompilations- und Live-Alben erschienen, darunter Message in a Box: The Complete Recordings, The Police und Live!

## Hintergrund
Fall Out wurde von Schlagzeuger Stewart Copeland geschrieben und war einer der ersten Songs, die er dem Leadsänger und Bassisten Sting vorstellte, als The Police sich gründeten. Die Single wurde aufgenommen, bevor The Police irgendwelche Live-Auftritte absolviert hatten, mit einem von Paul Mulligan geliehenen Budget von 150 £, und ist die einzige Police-Aufnahme mit dem Original-Gitarristen Henry Padovani. Aufgrund von Nervosität im Studio spielte Padovani nur die Gitarrensoli für beide Tracks, während Copeland die anderen Gitarrenparts spielte. Copeland verwendete für seine Parts eine Gibson SG, während Padovani eine Jacobacci benutzte.
 
Die B-Seite, Nothing Achieving, wurde von Stewart Copeland und seinem Bruder Ian geschrieben, wobei Ian für den Großteil des Textes verantwortlich war. Beide Tracks wurden von Stewart Copeland und „Bazza“ produziert, was der Spitzname des Toningenieurs Barry Farmer war.
Das Albumcover ist ein Foto der Gruppe, das von Copeland und seinem Freund Lawrence Impey auf dem Dach seiner Wohnung aufgenommen wurde. Padovanis ungewöhnliche Grimasse auf dem Cover, obwohl sie zum Punk-Look der Zeit passte, war eigentlich das Ergebnis seiner starken Zahnschmerzen am Tag der Aufnahme. Die eigentliche Verpackung der 7"-Singles wurde von Copeland und Sting gemacht.

## Veröffentlichung und Rezeption
Fall Out wurde auf dem Label Illegal Records veröffentlicht, das zur Firmengruppe Faulty Products gehört, die Copelands Bruder Miles gehört. Sting hat Mick Jaggers Rezension der Single in der Zeitschrift Sounds als Beitrag zu ihrem Erfolg angeführt: „Wir hatten einen Coup, als Mick Jagger sie in einer Musikwochenzeitschrift namens Sounds rezensierte.“ Copeland schätzt, dass sich die Single vor allem deshalb verkaufte, weil sie Teil der allgemeinen Punk-Bewegung war; die Band erscheint auf dem Coverfoto in Kleidung, die zu dieser Zeit in Mode war, und Fans der Punk-Bewegung kauften jede Punk-Single, die herauskam.
Bei der Erstveröffentlichung schaffte es das Lied nicht in die Charts, aber als es 1979 wiederveröffentlicht wurde, erreichte es Platz 47 der UK-Singles-Charts, zwei Monate nachdem Message in a Bottle Platz eins erreicht hatte. In den nationalen Charts von Record Business, die damals von Independent Local Radio verwendet wurden, das mehr unabhängige Geschäfte befragte, erreichte die 1979er Veröffentlichung Platz 26, und Platz 34 in den Londoner Charts von Record Business, die von Capital Radio ausgestrahlt wurden.

## Titelliste
UK-7"-Vinylsingle
1. "Fall Out" (Stewart Copeland) – 2:03
2. "Nothing Achieving" (Copeland) – 1:56

## Besetzung
- Sting – Bass, Gesang
- Henry Padovani – Gitarrensolo
- Stewart Copeland – Schlagzeug, Gitarre, Produzent

## Charts
| Chart                | Peak position |
| -------------------- | ------------- |
| UK Singles Chart     | 47 (1979)     |
| UK Independent Chart | 48 (1980)     |